# Hemimycena mairei
Hemimycena mairei es una especie de hongo basidiomiceto de la familia Mycenaceae, del orden  Agaricales.

## Sinónimos
- Delicatula mairei  (Kühner & Romagn, 1953)
- Helotium mairei  (Redhead, 1982)
- Marasmiellus mairei (Singer, 1951)
- Mycena mairei  (Kühner, 1938)
- Omphalia mairei (E.-J. Gilbert, 1926)